# Zinkgruvanit
Zinkgruvanit är ett mineral med en färgvariation mellan gult och rött.
Strukturen uppmärksammades år 2015 och identifierades slutligen vid Luleå Tekniska Universitet varvid det namngavs efter fyndplatsen Zinkgruvan belägen mitt i södra Sverige.